# Aneurus roseae
Aneurus roseae är en insektsart som beskrevs av Picchi 1977. Aneurus roseae ingår i släktet Aneurus och familjen barkskinnbaggar. Inga underarter finns listade i Catalogue of Life.